# Педро II Арагонски
Педро II Арагонски (на испански: Pedro II el Católico, на каталонски: Pere el Catòlic) e 8-ият крал на Арагон, граф на Барселона като Педро I (Пере I), а също така и сеньор на Монпелие (1196 – 1213).

## Произход
Роден е през 1178 г. в Уеска като син на Алфонсо II Арагонски, 7-и крал на Арагон, и на Санча Кастилска, дъщеря на краля на Кастилия Алфонсо VII.

## Биография

### Крал на Арагон
Коронясан е през 1196 г. след смъртта на баща си. Заварва държавата в затруднено положение. Новоприсъединените територии от Франция се бунтуват непрекъснато и установяването на кралската власт е почти невъзможно. Главна причина за това е липсата на финансови средства и все по-голямата задлъжнялост на кралската хазна.
През 1204 г. е коронясан в Рим за крал на Арагон от папа Инокентий III и става васал на Ватикана, дължащ ежегоден данък. Така Педро II става първият арагонски крал, коронясан лично от папата.

### Брак с Мария дьо Монпелие
Педро през 1204 г. се жени за Мария дьо Монпелие, дъщеря на господаря на МонпелиеГийом VIII и византийската принцеса Евдокия Комнина.
От този брак се раждат:
- Хайме I Арагонски (2 февруари 1208 – 27 юли 1276), 9-и крал на Арагон
- Санча (1205 – 1206).

Кралят обаче се отнася лошо със съпругата си и тя заминава в Рим, за да се оплаче от него на папата. През 1213 г. тя умира неочаквано в Рим само на 33 години, а слуховете са, че Педро II е пратил отровители, за да я убият.

### Педро II и катарите
През 1209 г. папа Инокентий III обявява Албигойския кръстоносен поход срещу катарите в Лангедок (Южна Франция) и техните покровители, в случая граф Раймон IV Тулузки – зет на Педро II. Кралят има и други интереси в Южна Франция и много васали. Затова първоначално спазва неутралитет по отношение на кръстоносците. През 1211 г. даже приема водача на кръстоносния поход Симон дьо Монфор и обещава да ожени сина си Хайме I за дъщеря му. Престолонаследникът на Арагон даже е изпратен като заложник при Монфор.

### Участие в битката при Лас-Навас-де-Толоса
През 1212 г. папа Инокентий III обявява на Пиренейския полуостров кръстоносен поход против маврите – в случая династията на Държавата на Алмохадите, владеещи много земи на полуострова. Походът е оглавен от кастилския крал Алфонсо VIII, подкрепян от кралете Педро Арагонски, кралете на Леон и на Португалия, Санчо VII, крал на Навара, също рицарски ордени и многочислени рицари както от Испания, така и от Южна Франция.
Кулминацията на военните действия е битката при Лас Навас де Толоса на 16 юли 1212 година. Педро II довежда 3000 рицари и отряд арбалетчици и командва левия фланг на кръстоносците. В резултат на битката халифът на Ал-Мохадите Якуб ан-Насир уплашен бяга в Мароко. Обединените християнски сили разгромяват маврите, а моментът се смята за повратен в Реконкистата.

### В защита на Тулуза и Лангедок
След участието си в битката при Лас Навас де Толоса срещу маврите през 1212 г. Педро II е помолен от гражданите на Тулуза да стане техен защитник и той се съгласява. В началото на 1213 г. той се явява на църковния събор в Лавор, за да се застъпи за лангедокските аристократи, но усилията му са безуспешни. Така Педро II e принуден да тръгне с армията си в защита на катарите.
На 13 септември 1213 г. при обсадата на замъка Мюре близо до Тулуза, кралят загива в сражение, а кръстоносците на Симон де Монфор печелят битката.